# Дельфін (музикант)
Андрій В'ячеславович Лисіков (рос. Андрей Вячесла́вович Лы́сиков; 29 вересня 1971, Москва) — російський музикант та поет, більш відомий під псевдонімом Дельфін (рос. Дельфин, англ. Dolphin). 
Лауреат молодіжної премії «Тріумф» 2000 року в номінації «Поетичний геній», премії MTV RMA 2004 як найкращий артист, премії Rock Alternative Music Prize (RAMP) 2008 в номінації «Кліп року» за кліп на пісню «Без нас», премії «Золота Горгулья 2013» у номінації "Легенда ". 

## Цікаві факти
- З 1989 по 1996 брав участь в колективі з українською назвою "Дубовый Гаайъ".
- Досить часто гастролює різними містами України. 13 липня 2013 року виступив на концерті The Best City.UA
- Був заявлений як учасник фестивалю Atlas Weekend 2017, але Прикордонна Служба України не пустила музиканта на територію країни через виступи в анексованому Криму.[1] Проте, інші музиканти гурту змогли успішно перетнути кордон, та дали концерт без участі Андрія.[2]

## Дискографія

### Мальчишник
- «Поговорим о сексе», 1991
- «Мисс большая грудь», 1992
- «Кегли», 1995

### Дубовый Гаайъ
- «Live in Riga», 1991
- «Stop Killing Dolphins», 1992—1993 (Еліас-Рекордс).
- «Синяя лирика №2», 1993—1996 (Еліас-Рекордс).
- «Нина и Дембель», 1993—1996 (Еліас-Рекордс).

### Мишины Дельфины
- «Игрушки», 1997 (Еліас-Рекордс).

### Dolphin
- «Не в фокусе», 1997 (Еліас-Рекордс).
- «Глубина резкости», 1998 (Крем Рекордс).
- «Я буду жить» (live), CD/DVD, 2000 (Крем Рекордс).
- «Плавники», 2000 (Крем Рекордс).
- «Ткани», 2001 (Крем Рекордс).
- «Любимые песни фанатов Дельфина» (збірка), CD/DVD, 2002 (Крем Рекордс). DVD з назвою «Любимые клипы фанатов Дельфина».
- «Глаза» (сингл), 2003 (Universal).
- «Звезда», 2004 (SIM Records).
- «Запись концерта 19.11.04» (live), 2004 (SIM Records).
- «Юность», 2007.
- «Существо», 2011.
- «Андрей», 2014.
- «Она», 2016.
- «442», 2018.

### Альбоми, не включені до офіційного переліку
- «Поговорим о сексе», 1991 (Видавався лише на вінілових пластинках).
- «Мисс Большая Грудь», 1992 (RDM).
- «The Best», 1999.
- «Поговорим о сексе», 1996.
- Дубовый Гаайъ — альбом «Суицидальное диско», тираж 1000 екз.
- «Dolphin».
- «К.а.м.а.-3», 2002, (Еліас-Рекордс).
- «Серый альбом», 1998, офіційно не видавався.
- Промо-диск «Sunset», 2011, випущений не для продажу в кількості декількох екземплярів.

### Сингли, не включені до альбомів
- «Stripped» (кавер пісні групи Depeche Mode 1998).
- «Да!» (1998).
- «Ленин в кепке» (1998).
- «Теплан» (2002).
- «Радиоволна (радиоверсия)».
- «Тишина (Ноябрь Mix)» (2003).
- «Пляж» (версія з відеокліпу).
- «Bonus track» (OST Даже не думай, 2003).
- «Electric-Sexy» (OST Даже не думай 2, 2004).
- «Или я» (2006).
- «Рэп» (2007) (OST GTA IV)
- «Кокон» (Taganka Globass Mix), 2008 (офіційний ремікс однойменної пісні з альбому «Юность»).
- «Сумерки» (2009)